# 칼뱅주의 이중예정론

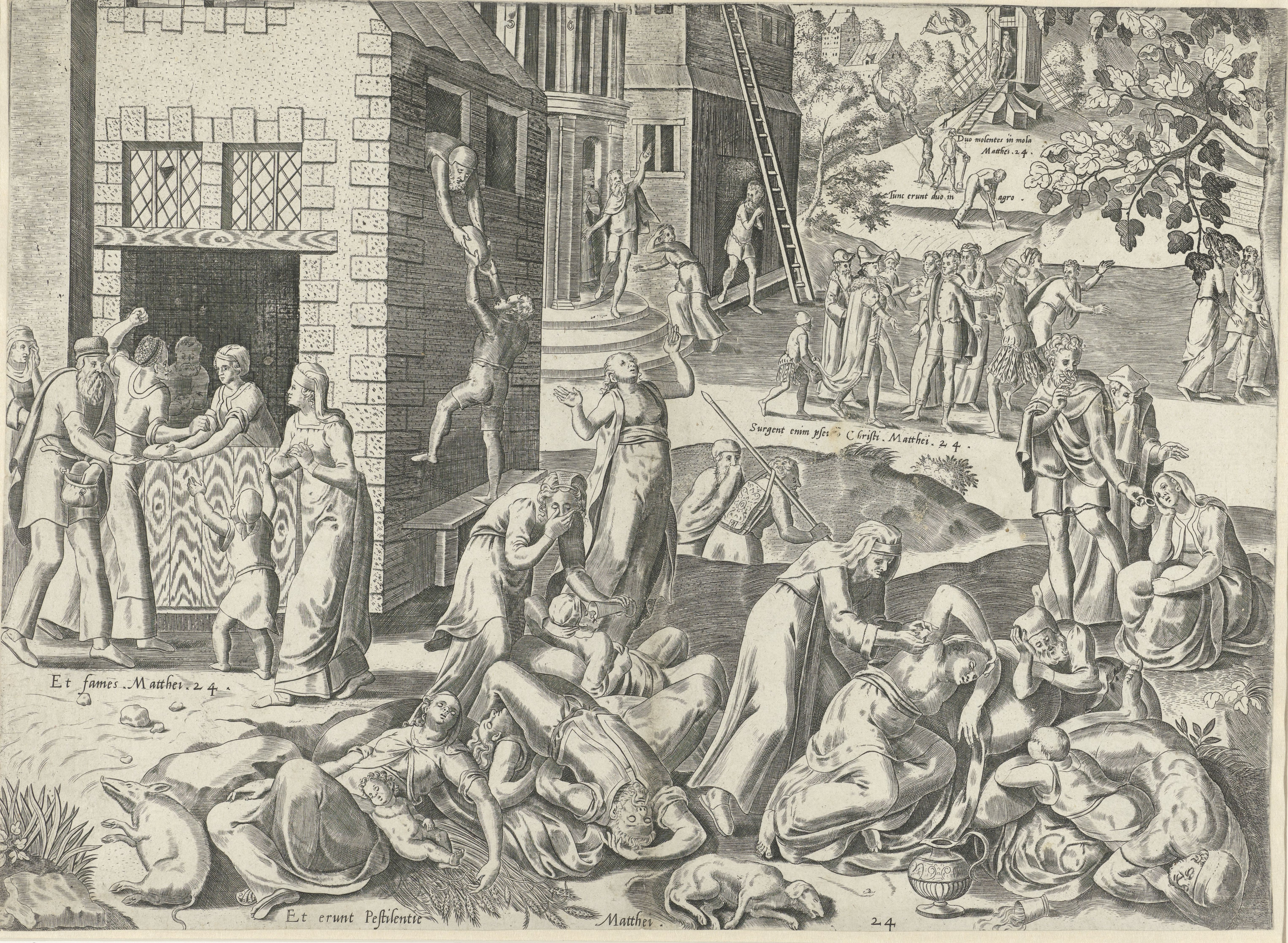
그리스도의 재림를 보여주는 프란스 호겐버그(Frans Hogenberg)의 작품.

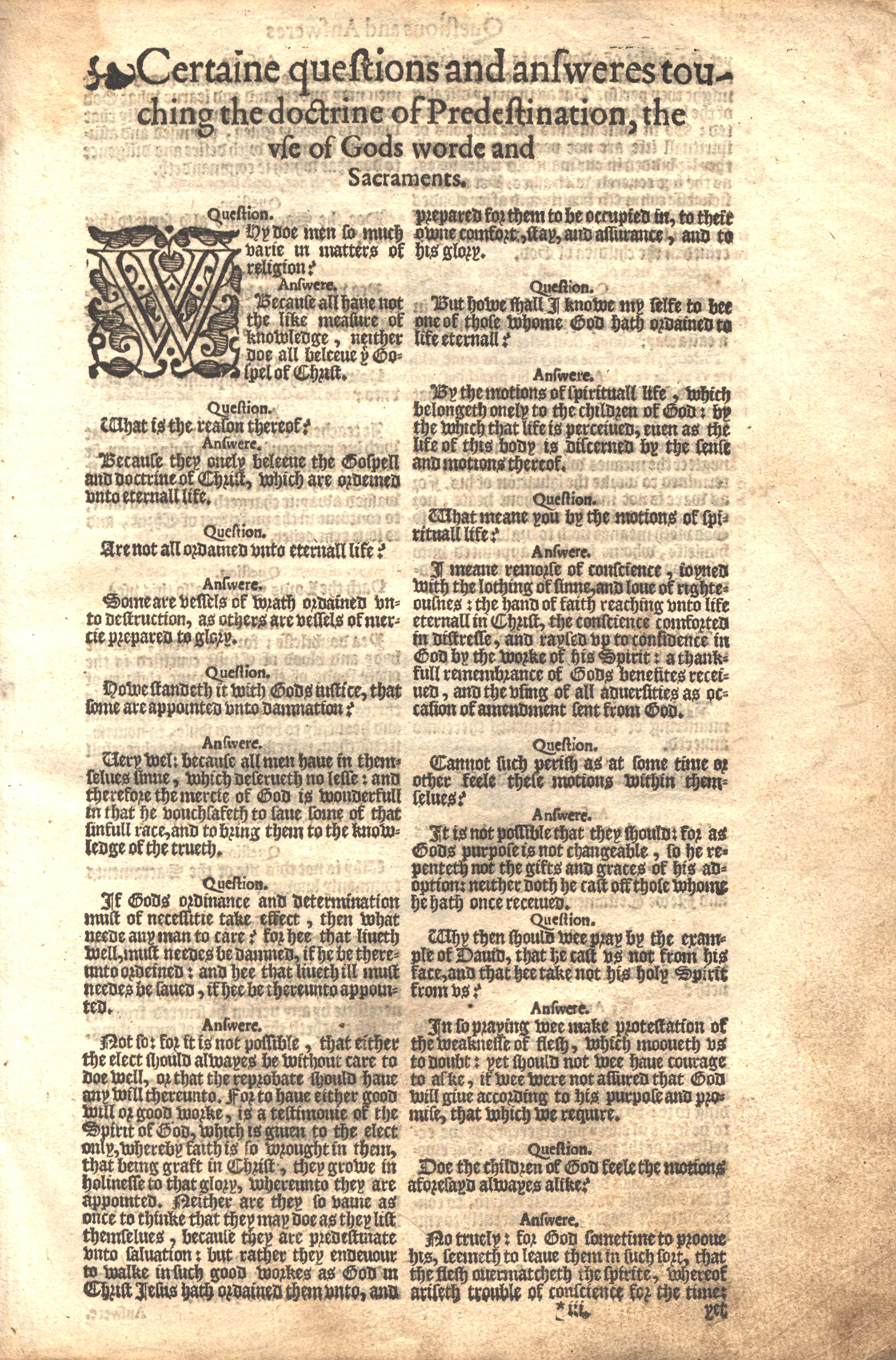
질문과 답변 형식으로 설명된 예정론, 1589/1594 제네바 성경

칼뱅주의 예정론(영어: Predestination in Calvinism)은 하나님이 세계를 통치하는 것에 대한 질문을 다루는 칼뱅주의의 교리이다. 웨스트민스터 신앙고백서에서는 하나님께서는 영원 전부터 가장 지혜롭고 거룩한 자신의 뜻의 계획에 의해 모든 일어날 일을 자유롭고 불변적이게 정하셨다고 말한다. 특히 칼뱅주의 예정론은 이중예정론(double predestination)이라고도 하는데, 이는 은혜로 어떤 사람들을 영원한 구원으로 선택한 반면, 다른 이들은 자신들의 죄와 원죄로 인해 영원한 심판을 받도록 하나님이 내버려두셨다는 것이다. 전자에 대해서는 무조건적인 선택이라고 부르고 후자에 대해서는 유기(reprobation)라고 부른다. 칼뱅주의에서는 전자들은 하나님에 의해서 믿음으로 중생하도록 유효적인 소명으로 예정받았다고 한다. 저주받은 자들에 대한 유기를 말하지 않은것을 개혁주의 신앙고백의 견해가 될수 없다고 보기도 한다.
이중예정론의 윤리적 딜레마는 존 웨슬리의 때부터 지적되오고 있다. 이에 대해 현대 칼뱅주의자들은 신의 능동적인 예정은 오직 선택된 자들만을 위한 것이며, 저주받은 자들에게는 능동적인 유기가 아니라 단순히 구원의 은혜가 주어지지 않는다는 방식으로 설명한다. 칼뱅주의는 신이 구원받을 자를 예정한 것과 달리, 저주받을 자들에게는 죄를 강요하는 것이 아니기 때문에 여전히 신은 공정한 존재라고 본다. 다만 여러 개혁주의 신앙고백서에서는 이중예정의 교리가 나타나지 않는데, 이는 신이 저주받은 자들을 적극적으로 유기한 것이 아니라 그들을 그냥 내버려두는 것으로 본다. 그러나 장 칼뱅은 이러한 입장을 거부하며 "그들은 무지하고 유치하게 행동한다. 선택이 있다면 그 반대의 버림도 존재하지 않을 수 없다. 신은 어떤 이들은 유기하는데, 그 이유는 오직 그들을 자신의 자녀들에게 예정된 유산에서 제외시키고자 하는 기쁨을 느끼기 때문이다."라고 적었다.
칼뱅 이외에 하인리히 불링거가 이중 예정 교리를 수용했는지 여부에 대해서는 학자마다 의견이 다르다. 프랑크 제임스는 불링거가 이중 예정 교리를 거부하고, 신이 일부를 구원으로 선택하지만 어떠한 방식으로도 유기를예정하지 않는 "단일 예정"을 선호했다고 주장한다. 반면에 코넬리스 베네마(Cornelis Venema)는 "불링거가 일관되게 단일 예정 교리를 설명하지 않았다"며, 때때로 이중 예정 교리를 옹호했다고 주장한다.

## 칼뱅의 저작
장 칼뱅은 이중 예정을 가르쳤다. 그는 이 주제에 대한 기초적인 저작인 기독교 강요(1539년)를 출판했는데, 이는 제네바에서 추방된 후 스트라스부르에서 개혁주의 신학자 마르틴 부처와 정기적으로 상의하며 완성시킨 것이다. 칼뱅의 신학에서 "신의 주권"에 대한 믿음은 섭리와 예정 교리를 낳았다. 섭리 없이 사람은 세계에서 살 수 없을 것이고, 개인도 예정 없이는 "아무도 구원받지 못할 것"이라고 보았다.
칼뱅의 섭리 교리는 단순하다. "모든 사건은 신의 비밀스러운 계획에 의해 다스려진다." 따라서 "신이 알면서도 의도적으로 작정하지 않은 일은 없다." 이것은 사건의 우연성을 배제한다. 칼뱅은 자신의 섭리 교리를 모든 사건에 적용하여 개인의 구원에 대한 자신의 예정 교리로 발전시켰다.
칼뱅은 예정을 "실제적인 사실"로서 설명하기 시작했다. 그가 관찰한 "실제적인 사실"은 "생명의 언약"이 전파되는 사람들 사이에서조차, 그것이 동일하게 받아들여지지 않는다는 것이었다. 비록 "모든 사람이 회개와 믿음으로 부름받았으나", 사실상 "회개와 믿음의 영은 모두에게 주어지지 않는다"는 것이다.
칼뱅은 예수의 가르침에서 이 다양성에 대한 신학적 해석의 근거를 찾았다. 그는 씨 뿌리는 자의 비유를 지적하며, "씨앗이 가시덤불이나 돌밭에 떨어지는 것이 새로운 일이 아니다"라고 말했다. 요한복음 6장 65절에서 "아버지께서 허락하지 않으면 아무도 내게 올 수 없다"는 예수의 가르침에서 칼뱅은 이러한 다양성, 즉 회개와 믿음의 영을 받는 이와 받지 못하는 이가 존재하는 사실에 대한 신학적 해석의 열쇠를 찾았다.
칼뱅의 이러한 관점은 사람이 "신의 심판의 깊이를 헤아릴 수 없다"는 사실을 드러낸다. 이 심판은 "영원한 선택의 목적에 따라" 이루어진다. 신은 일부에게 구원을 제공하지만, 모든 사람에게는 제공하는 것은 아니다. 많은 사람에게 이것은 "어떤 사람은 구원받도록 예정되었고, 어떤 사람은 파멸되도록 예정되었다는 것이 부조리하게 보인다"고 생각할 수 있다. 그러나 칼뱅은 "선택과 예정에 대한 적절한 관점"이 이 부조리를 해결할 수 있다고 보았다.
따라서 칼뱅은 사람들을 "생명이나 죽음으로 예정된" 존재로 묘사하는 신학의 논거를 성경의 권위와 "실제적인 사실"에서 찾았다. 칼뱅은 성경이 사람으로 하여금 "큰 신비"인 예정을 받아들이라고 요구한다고 보았으며, 동시에 "인간의 호기심"에 대해 경고하기도 했다. 칼뱅주의자들은 믿는 자들에게 있어 "우리의 구원의 원인이 우리에게서 나온 것이 아니라 오직 신에게서 비롯되었다는 것을 아는 것"은 감사해야 마땅할 것으로 여긴다.

## 유기: 능동성의 문제
칼뱅주의자들은 영원한 진노로 예정된 자들을 선택하는 신의 작정(decree)이 능동적이라는 점을 강조하지만, 동시에 그 예정은 수동적이라는 점을 강조한다.
이는 대부분의 칼뱅주의자들이 신의 작정의 논리적 순서 중 "타락후선택설"(infralapsarian)의 관점을 취하기 때문에 가능하다. 이 관점에서 신은 창조 이전에 인간의 타락이 일어날 것을 먼저 마음속으로 작정하고, 그 후 선택과 유기에 대해 작정한 것이다. 따라서 신은 정죄할 자들을 능동적으로 선택하지만, 그들이 죄악된 본성을 가질 것임을 알고 있기 때문에, 그들을 방치하는 방식으로 예정한다. 이와 같은 교리를 가리켜 "간과"(preterition)라고도 한다.

## 평등한 궁극성
웨스트민스터 신앙고백서(WCF)는 신의 선택과 유기에 대해 "예정"(predestinated)과 "운명지워짐"(foreordained)이라는 다른 용어를 사용한다. 이는 두 가지 행위가 동일한 방식으로 작동하지 않음을 시사한다. "평등한 궁극성"이라는 용어는 두 가지 결정을 대칭적으로 본 관점을 가리킬 때 사용되며, 신이 선택된 자들을 천국에, 저주받은 자들을 지옥에 머물게 하는 데 있어 동일하게 일하신다는 것이다. 이 관점은 때때로 "이중 예정"으로 잘못 불리지만, 그 의미는 다르다. R. C. 스프로울(R. C. Sproul)은 이 입장에 반대하며, 이는 신이 저주받은 자들의 삶에서 "죄를 적극적으로 일하신다"고 암시할 수 있다고 주장한다. 그러나 로버트 L. 레이몬드(Robert L. Reymond)는 신의 결정에서 선택과 정죄의 평등한 궁극성을 주장하면서도, "두 가지 경우에 동일한 신적 인과성이 있다고 말할 필요는 없다"고 제안한다.
칼뱅주의자들은 자신들의 체계가 결정론의 형태로 묘사될 수 있다고 해도, 이는 개인의 자유 의지와 도덕적 책임을 강조하는 결정론이라고 주장한다. 또한, 그들은 인간의 의지가 죄에 얽매여 있으며, 그 결과 참된 자유를 실현할 수 없다고 본다. 따라서 죄에 얽매인 의지를 가진 개인은 신을 섬기기로 선택할 수 없다. 칼뱅주의자들은 또한 구원이 행위와는 상관없이 은혜로 이루어진다고 믿으며(오직 은혜), 신을 믿기로 선택하는 행위를 행위나 일종의 작업으로 간주하기 때문에, 이러한 선택 행위가 구원과 저주의 차이를 만들 수 없다고 본다. 오히려 신이 먼저 개인을 죄의 속박에서 해방시키며, 그 후에 갱생된 마음이 자연스럽게 선을 선택한다. 이 신의 일은 때때로 저항할 수 없는 은혜라고 불리며, 이는 은혜가 사람을 자유롭게 협력할 수 있도록 만들어주기 때문에 구원의 원인이 아니라 그 결과라고 할 수 있다.

## 신앙고백서들
예정론에 관한 벨직신앙고백서 (1561):
제 16 조 선택에 관하여 : 우리는 아담의 후손이 이처럼 우리의 최초의 부모의 죄로 인해 멸망과 파
멸로 떨어졌기 때문에 하나님은 자기 본연의 존재, 즉 자비롭고 정의로우신 분으로서 자기 자신을 드
러내신 것으로 믿는다. 그는 자비로우셔서 자기의 영원한 불변의 뜻과 선의에 따라 사람들의 행위를
돌보지 않고 우리의 주 예수 그리스도 안에서 선택한 사람들을 멸망에서 구출하시고 보존하신다. 그
는 정의로우시므로 그 밖의 사람들은 자기들이 스스로 개입된 타락과 멸망에 그대로 버려두신다.  (Art. XVI)

 웨스트민스터 신앙고백서 (1643년):
3장: 하나님의 영원한 작정에 관하여
1. 작정의 바른 개념 하나님께서는 영원 전부터 가장 지혜롭고 거룩한 자신의 뜻의 계획에 의해 모든 일어날 일을 자유롭고 불변적이게 정하셨다. 그러나 그것에 의해 하나님께서 죄의 창조자이시지 않고 피조물들의 의지가 침해되지도 않으며 또 제2원인들의 자유나 우연함이 제거되지도 않고 오히려 확립된다.
2. 예지(豫知)와의 관계 하나님께서는 모든 가상적 조건들에 근거하여 일어날지도 모르는 혹은 일어날 수 있는 일들을 무엇이든지 아시지만, 그가 무엇을 미래의 일로 혹은 그러한 조건들에 근거하여 일어날 일로 미리 아셨기 때문에 그것을 작정하신 것은 아니다.
3. 이중적 예정 하나님의 작정에 의해 그의 영광을 나타내기 위해 어떤 사람들과 천사들은영원한 생명에 이르도록 예정되었고 그 밖의 사람들은 영원한 죽음에 이르도록 예정되었다.
4. 예정의 개별적, 불변적 성격 이렇게 예정된 이 천사들과 사람들은 개별적으로 그리고 불변적으로 계획된 것이며; 그들의 수는 매우 확실하고 명확해서 더해지거나 감해질 수 없다.
5. 선택의 전적 은혜성 하나님께서는 인류 중에서 생명에 이르도록 예정된 자들을 세상의 기초가 놓이기 전에 그의 영원하시며 불변하신 목적과 그의 은밀한 계획과 기쁘신 뜻에 따라 오직 그의 값없는 은혜와 사랑으로 영원한 영광에 이르도록 그리스도 안에서 선택하셨고;신앙이나 선행들이나, 혹은 그것들 가운데서 끝까지 견딤이나, 혹은 피조물 안의 다른 어떤 것을 조건들로나 그를 그것으로 이끄는 원인들로 미리 아심이 없이 하셨으며; 모든 것이 그의 영광스러운 은혜를 찬송하게 하셨다.
6. 구원의 수단들도 예정하심 하나님께서는 택하신 자들을 영광에 이르도록 정하셨을 때 그의 뜻의 영원하고 가장 자유로운 계획에 의해 그것을 위한 모든 수단도 예정하셨다.그러므로 아담 안에서 타락하였으나 선택함을 입은 그들은 그리스도에 의해 구속(救贖)되고;) 정한 때에 활동하시는 그의 영에 의해 효력 있게 부르심을 받아 그리스도를 믿고; 의롭다 하심을 얻고 양자(養子)가 되고 거룩해지고 그의 능력으로 믿음을 통해 구원에 이르도록 보존된다. 오직 선택된 자들 외에는, 아무도 그리스도에 의해 구속(救贖)되거나 효력 있게 부르심을 받거나 의롭다 하심을 얻거나 양자(養子)가 되거나 거룩해지거나 구원을 받지 못한다.
7. 버려두심의 목적 하나님께서는, 그가 기뻐하시는 대로 긍휼을 베풀기도 하시고 거두기도 하시는 그 자신의 뜻의 측량할 수 없는 계획에 따라, 그의 피조물들 위에 가지는 그의 주권적 능력의 영광을 위해, 인류의 나머지 사람들을 지나쳐버리시고 그들의 죄로 인한 수욕과 진노에 이르도록 작정하셔서 그의 영광스런 공의를 찬송하게 하기를 기뻐하셨다.
8. 예정 교리의 유익들 예정이라는 이 높은 신비의 교리는, 그의 말씀에 계시된 하나님의 뜻을 주의(注意)하며 그것에 복종하는 사람들이 그들의 효력 있는 부르심의 확실함으로부터 그들의 영원한 선택을) 확신하도록 특별히 신중하고 조심스럽게 다루어져야 한다. 그러면 이 교리는 복음을 진심으로 순종하는 모두에게 하나님을 찬송하고 경외하고 사모하게 하며) 겸손케 하고 근면케 하고 풍성한 위로를 줄 것이다.

## 바르트주의 견해
20세기 개혁주의 신학자 칼 바르트는 개혁주의 이중예정론을 재해석하였다. 바르트에 따르면 하나님은 그리스도를 거부하며 동시에 선택한 것이다. 각 개인들은 선택의 주체가 아니라 그들이 그리스도 안에서 있는 것에 의해서 선택되고 거절되는 것이라고 한다.
시르레이 거트리(Shirley Guthrie )와 같은 바르트 해석자들은 예정론을 사색적이라고 반대하며 바르트의 재해석을 삼위일체론이라고 한다. 하나님은 자유롭게 사람들을 사랑하시고 죄인들에 대한 심판은 사랑과 화해의 갈망에 의해서 움직인다고 한다.

## 같이 보기
- 칼뱅주의
- 예정
- 장 칼뱅